# توماس اريك بييت
توماس اريك بييت (بالإنجليزية: Thomas Eric Peet)‏ (12 أغسطس 1882، ليفربول - 22 فبراير 1934، أكسفورد) كان عالم مصريات إنجليزي.

## سيرته شخصية
كان توماس إريك بييت هو ابن توماس وسالومي بيت. تلقى تعليمه في مدرسة ميرشانت تايلورز، كروسبي وفي كوينز كوليدج، أكسفورد. من عام 1909 فصاعدًا أجرى أعمال التنقيب في مصر لصالح صندوق الاستكشاف المصري. من عام 1913 إلى عام 1928، كان محاضرًا في علم المصريات بجامعة مانشستر، على الرغم من أنه رأى أيضًا الخدمة في الحرب العالمية الأولى كملازم في فوج الملك. من عام 1920 إلى عام 1933، كان أستاذ برونر لعلم المصريات في جامعة ليفربول. في عام 1933 تم تعيينه قارئًا في علم المصريات بجامعة أكسفورد. تضم كلية كوينز، أكسفورد، مكتبة علم المصريات بالجامعة، وقد تم تسميتها بمكتبة بيت تكريما له.